# Adam LaVorgna
Adam LaVorgna (New Haven, 1º marzo 1981) è un attore statunitense.

## Biografia
Ha cominciato ad apparire in televisione già all'età di tre anni, nella soap opera Così gira il mondo.
Altri lavori televisivi che Lavorgna ha realizzato includono il ruolo del giovane Frank Sinatra all'età di dieci anni, nella miniserie televisiva Sinatra.
Ha interpretato il personaggio di Nicholas Scamparelli nella serie televisiva Brooklyn Bridge, per il quale nel 1993 ha vinto un award come miglior giovane attore in una serie televisiva.
Ha ricoperto ruoli in film quali Lezioni di anatomia, A casa per Natale, Un amore, una vita, una svolta, Outside Providence.
Diviene famoso al pubblico quando viene scelto nella serie televisiva Settimo cielo, dove interpreta il personaggio di Robbie Palmer, il fidanzato di una dei sette figli, Mary Camden (interpretata da Jessica Biel), dal 1999 al 2002.
Lavorgna ha frequentato la scuola superiore nel Connecticut, quindi si è iscritto al "Boston College", che ha lasciato dopo il primo anno da matricola per dedicarsi a tempo pieno alla recitazione.

## Filmografia parziale

### Cinema
- Perseguitato dalla fortuna (29th Street), regia di George Gallo (1991)
- Il mio amico Zampalesta (Monkey Trouble), regia di Franco Amurri (1994)
- Lezioni di anatomia (Milk Money), regia di Richard Benjamin (1994)
- L'amore è un trucco (The Beautician and the Beast), regia di Ken Kwapis (1997)
- A casa per Natale (I'll Be Home for Christmas), regia di Arlene Sanford (1998)
- L'occasione per cambiare (Outside Providence), regia di Michael Corrente (1999)
- Un amore, una vita, una svolta (The Bumblebee Flies Anyway), regia di Martin Duffy (1999)
- Blast, regia di Martin Schenk (2000)
- The House Is Burning, regia di Holger Ernst (2006)
- The Boy Who Cried Bitch: The Adolescent Years, regia di Mathew Levin II (2007)
- Stealing Chanel, regia di Roberto Mitrotti (2015)
- Masterless, regia di Craig Shimahara (2016)
- Get Happy!, regia di Manoj Annadurai (2016)
- Madhouse Mecca, regia di Leonardo Warner (2018)

### Televisione
- Oltre il ponte (Brooklyn Bridge)- serie TV, 24 episodi (1991-1993)
- Sinatra - miniserie TV, 2 episodi (1992)
- Casualties of Love: The Long Island Lolita Story, regia di John Herzfeld - film TV (1993)
- Matlock - serie TV, un episodio (1995)
- Grado di colpevolezza (Degree of Guilt), regia di Mike Robe - film TV (1995)
- Law & Order - I due volti della giustizia (Law & Order) - serie TV, un episodio (1998)
- Settimo cielo (7th Heaven) - serie TV, 48 episodi (1999-2002)
- Law & Order: Il verdetto (Law & Order: Trial by Jury) - serie TV, un episodio (2005)
- Halley's Comet, regia di Jonathan Pontell - film TV (2005)
- Law & Order: Criminal Intent - serie TV, un episodio (2006)
- Cold Case - Delitti irrisolti (Cold Case) - serie TV, episodio 4x20 (2007)
- CSI: Miami - serie TV, episodio 5x20 (2007)

## Doppiatori italiani
Nelle versioni in italiano delle opere in cui ha recitato, Adam LaVorgna è stato doppiato da:
- Gianluca Storelli in Lezioni di anatomia
- Davide Perino in L'amore è un trucco
- Marco Vivio in A casa per Natale
- David Chevalier in Settimo cielo
- Renato Novara in Law & Order: Criminal Intent
- Fabrizio De Flaviis in Cold Case - Delitti irrisolti
- Gianfranco Miranda in CSI: Miami